# Dollar General
Dollar General Corporation est une entreprise américaine de grande distribution à bas prix. Son siège est situé à Goodlettsville, au Tennessee.
A fin janvier 2019, le groupe dispose d'un réseau de 15 472 magasins implantés aux États-Unis.

## Principaux actionnaires
Au 9 avril 2020.
| T. Rowe Price Associates           | 9,92% |
| Vanguard Group                     | 7,65% |
| Lone Pine Capital                  | 5,07% |
| SSgA Funds Management              | 4,46% |
| Fidelity Management & Research     | 3,28% |
| JanaPartners                       | 3,16% |
| Tiger Global Management            | 3,10% |
| BlackRock Fund Advisors            | 2,87% |
| Polen Capital Management           | 2,52% |
| Capital Research & Management -WI- | 1,92% |

## Histoire
En juillet 2014, Dollar Tree annonce une offre d'acquisition sur Family Dollar de 8,5 milliards de dollars, ce qui créerait une entreprise de 145 000 salariés avec 13 000 magasins et un chiffre d'affaires de 18 milliards de dollars. En août 2014, Dollar General surenchérit sur cette offre, avec une offre de 8,95 milliards de dollars. Puis après avoir réenchéri son offre à 9,1 milliards de dollars, Dollar General lance son offre de manière hostile sans l'accord de la direction de Family Dollar, mais celle-ci est rejetée.